# Masataka Imai
Masataka Imai (Prefettura di Shizuoka, 2 aprile 1959) è un allenatore di calcio, ex calciatore ed ex giocatore di calcio a 5 giapponese.

## Carriera
Come massimo riconoscimento in carriera Imai vanta la partecipazione, con la Nazionale maschile di calcio a 5 del Giappone, al FIFA Futsal World Championship 1989 in cui la selezione asiatica, inserita nel girone con Argentina, Belgio e Canada, non ha superato il primo turno.